# Social Informatics
Social informatics es la denominación que recibe el estudio de las información y las herramientas de comunicación en contextos culturales o institucionales. Otra definición utilizada sería "el estudio interdisciplinario del diseño, usos y consecuencias de las tecnologías de información, que tiene en cuenta su interacción en contextos institucionales y culturales." Como campo transdisciplinar, es parte de un corpus mayor de investigación socioeconómica, que examina las formas en que el artefacto tecnológico y el contexto social humano constituyen mutuamente el conjunto de la información y tecnología de comunicaciones (ICT). Algunos investigadores de la disciplina usan la relación de una comunidad biológica con su entorno como una analogía de la relación de las herramientas con las personas que las utilizan. El Center for Social Informatics fundado por el Dr. Rob Kling, un temprano defensor de las ideas del campo, lo define así:
Social Informatics (SI) se refiere al cuerpo de investigación y estudio que examina aspectos sociales de la informatización - incluyendo los roles de la tecnología de la información en el cambio social y organizativo, los usos de las tecnologías de información en contextos sociales, y las formas en que la organización social de tecnologías de información está influida por fuerzas y prácticas sociales.

## Investigación
La investigación en este campo puede ser clasificada dentro de tres grandes líneas. La investigación normativa, primera de ellas, pretende el desarrollo de teorías basadas en el análisis empírico, que puedan usarse para desarrollar políticas organizativos y prácticas de trabajo. El núcleo de estos análisis se basa en las redes de interacción socio-técnica, un marco construido alrededor de la idea de que los humanos y las tecnologías que construyen son “co-constitutivos”, formando un conjunto, y que cualquier examen de uno necesariamente tiene que considerar al otro. La segunda, que corresponde a los estudios de la orientación analítica, desarrolla teoría o define metodologías para contribuir a teorizar en entornos institucionales. Por último, el análisis crítico, como el examen de articulación de Lucy Suchman, examina soluciones tecnológicas desde perspectivas no tradicionales para influir en el diseño y la implementación.
La investigación con estos enfoques diverge de modelos previos deterministas (tanto sociales como tecnológicos), utilizados para medir los impactos sociales de tecnología. Esos modelos tecnológicos deterministas caracterizan a las tecnologías de información como herramientas para ser instaladas y utilizadas en la sociedad, con un conjunto predeterminado de impactos, que están determinados por las capacidades mostradas por la tecnología.  De forma similar, la teoría determinista social, representada por algunos defensores de la construcción social de tecnología o del modelo social de la tecnología, como fue defendida por Williams & Borde (1996), ve a la tecnología como el producto de fuerzas sociales humanas.  En contraste, algunas metodologías de Social Informatics consideran el contexto alrededor de la tecnología y las propiedades materiales de la tecnología igualmente importantes:  las personas que interaccionarán con un sistema, las políticas organizativas que rigen las prácticas de trabajo, y los recursos de soporte.  Esta investigación contextual produce una "comprensión conceptual" de los sistemas que pueden usarse para examinar cuestiones como el acceso a tecnología, las formas electrónicas de comunicación, y las redes a gran escala.
Históricamente, la investigación en este campo ha sido destacada en los países escandinavos, el Reino Unido y Europa del norte. Sus inicios pueden encontrarse en la década de 1980 en Noruega y Eslovenia. En América del Norte, el campo está ampliamente representado en diferentes desarrollos de investigaciones independientes en diversas instituciones.

## Futuro
Se trata de un movimiento intelectual joven y con un futuro por definir. Sin embargo, teóricos como Williams y Edge sugieren que las difusas fronteras entre humanos y tecnología que emergen en la investigación de la configuración social de la tecnología indican que la tecnología no es un esfuerzo social distinto, digno de estudio individual, y señalan que hay una necesidad de investigación que cubra el vacío entre los determinismos tecnológico y social.  Esta observación, junto con otros muchos campos que contribuyen a la investigación, sugiere un futuro en el cual las teorías y los conceptos de Social Informatics formarán un substrato, una “fundación analítica indispensable” para el trabajo en otras disciplinas.

## Social Informatics en educación
Este enfoque también  se ocupa de la enseñanza de cuestiones sociales sobre tecnologías de la información a estudiantes de Informática. Dependiendo de las tradiciones educativas, está presente en el currículum de disciplinas diferentes, como en Informática, Ciencia de Información, Informatics (Europa) y Sociología del Web. En algunos casos podría detectarse una carencia de comprensión de por qué explicar cuestiones sociales sobre tecnologías de la información es importante, tanto para el alumnado como para el profesorado, que pueden considerarlo como aburrido y sin importancia. Algunos investigadores han señalado que para crear conciencia de la importancia de los asuntos sociales en al informática y la computación, es necesario poner el foco en la elaboración y mejora de las didácticas de esta disciplina.